# Heliophanus lineiventris
Heliophanus lineiventris är en spindelart som beskrevs av Simon 1868. Heliophanus lineiventris ingår i släktet Heliophanus och familjen hoppspindlar. Inga underarter finns listade i Catalogue of Life.